# Deutsche Tischtennis-Meisterschaft 2025
Die 93. nationale Deutsche Tischtennis-Meisterschaft fand vom 7. bis 10. Juni 2025 in Erfurt in den Messehallen statt. Nachdem im Vorjahr bereits die Jugendmeisterschaften gleichzeitig ausgetragen wurden, wurden diesmal zusätzlich noch die Meisterschaft der Senioren mit knapp 500 Teilnehmern parallel durchgeführt. Allerdings fehlten viele Spitzenspieler. So war Kay Stumper der einzige Starter aus den ersten Zehn der deutschen Rangliste. Mit 91 Jahren war Christl Rupprecht die älteste Teilnehmerin.
Nur Annett Kaufmann konnte ihren Titel im Dameneinzel verteidigen. Erstmals stand Kay Stumper auf dem Treppchen als Gewinner des Herreneinzels. Das Damendoppel gewannen, wie schon 2010 Kathrin Mühlbach/Sabine Winter. Für die Sieger des Herrendoppels Andre Bertelsmeier/Wim Verdonschot bedeutete es die erste Medaille bei einer Deutschen Meisterschaft. Seit langem tauchte wieder Tanja Krämer in der Titelliste auf (nach 2008), sie gewann das Mixed zusammen mit Tobias Hippler. Mit ihren 45 Jahren ist sie die bisher (2025) älteste Deutsche Meisterin.
| Platz | Herreneinzel       | Dameneinzel     | Herrendoppel                         | Damendoppel                      | Mixed                           |
| ----- | ------------------ | --------------- | ------------------------------------ | -------------------------------- | ------------------------------- |
| 1     | Kay Stumper        | Annett Kaufmann | Andre Bertelsmeier/Wim Verdonschot   | Kathrin Mühlbach/Sabine Winter   | Tobias Hippler/Tanja Krämer     |
| 2     | Fan Bo Meng        | Sabine Winter   | Matthias Danzer/Alexander Flemming   | Koharu Itagaki/Josephina Neumann | Kirill Fadeev/Josephina Neumann |
| 3     | Wim Verdonschot    | Sophia Klee     | Daniel Rinderer/Tom Fabian Schweiger | Annett Kaufmann/Yuan Wan         | Andre Bertelsmeier/Mia Griesel  |
| 3     | Alexander Flemming | Yuan Wan        | Kirill Fadeev/Torben Wosik           | Mia Griesel/Lorena Morsch        | Cedric Meissner/Lisa Wang       |

## Sieger der Jugend- und Altersklassen
| Klasse | Einzel (m)              | Einzel (w)          | Doppel (m)                             | Doppel (w)                          | Mixed                                   |
| ------ | ----------------------- | ------------------- | -------------------------------------- | ----------------------------------- | --------------------------------------- |
| U15    | Lukas Wang              | Rhea Chen           | Jonas Rinderer/Samuel Kuhl             | Amelie Guzi Jia/Kira Aeberhard      | Luke Jalaß/Laura Schweiz                |
| U19    | Lleyton Ullmann         | Lorena Morsch       | Lleyton Ullmann/Manuel Prohaska        | Lorena Morsch/Eireen Kalaitzidou    | Bao Chau Elisa Nguyen/Thien Nghia Phong |
| SEN40  | Gregor Clemens Foerster | Alexandra Schankula | Gregor Clemens Foerster/Michael Mengel | Alexandra Schankula/Natalie Weichel | Frank Elseberg/Alexandra Schankula      |
| SEN45  | Kai Enno Kleffel        | Nikola Jäckel       | Gerrit Weber/Kai Enno Kleffel          | Anke Brück/Nikola Jäckel            | Alexander Krenz/Nikola Jäckel           |
| SEN50  | Gerd Richter            | Sabine Neldner      | Holger Pfeiffer/Wolfgang Dörner        | Christiane Thöne/Sabine Neldner     | Uwe Bertram/Velitchka Wais              |
| SEN55  | Ralf Ritter             | Tatjana Michajlova  | Alexander Oltmann/Friedrich Binder     | Tatjana Michajlova/Simone Ewinger   | Ralf Ritter/Tatjana Michajlova          |
| SEN60  | Dieter Buchenau         | Gerti Dietrich      | Guangjian Zhan/Uwe Witte               | Karen Hellwig/Cornelia Bienstadt    | Bruno Lehmann/Gerti Dietrich            |
| SEN65  | Rolf-Dieter Loss        | Andrea Schödel      | Klaus Werz/Rolf-Dieter Loss            | Freia Runge/Angela Walter           | Klaus Werz/Hannelore Stowasser          |
| SEN70  | Manfred Nieswand        | Gerda Kux-Sieberath | Hans-Jürgen Hecht/Manfred Nieswand     | Gerda Kux-Sieberath/Marlene Krethen | Manfred Nieswand/Kornelia Ruthenbeck    |
| SEN75  | Bernd Schuler           | Gertrud Ruge        | Gerd Werner/Bernd Schuler              | Elke Sonntag/Christa Schweizer      | Bernd Schuler/Hannelore Dillenberger    |
| SEN80  | Reinhard Hentschel      | Inge Grubmüller     | Rene Theillout/Richard Abbel           | Karin Gebauer/Inge Grubmüller       | Gustav Knapek/Inge Grubmüller           |
| SEN85  | Horst Reinhart          | Regina Isern        | Horst Hedrich/Hans Nolte               | Lore Eichhorn/Heidi Wunner          | Bernd Witthaus/Heidi Wunner             |